# 松本市立鎌田中学校
松本市立鎌田中学校（まつもとしりつ かまだちゅうがっこう）は、長野県松本市鎌田にある公立の中学校。

## 沿革
- 1947年（昭和22年）
  - 4月1日 新学制実施 創設（清水中と同時）
  - 4月4日 初代 宮島染江学校長着任
  - 4月16日 授業開始（市立女子商業校舎および鎌田小学校の一部を使用するも教室不足のため2部授業）
  - 4月22日 開校式挙行
  - 9月3日 校章制定
  - 9月27日 ピアノ購入披露音楽会
- 1948年（昭和23年）
  - 3月1日 増築工事地鎮祭
  - 5月1日 鎌田中学校PTA創立
  - 9月1日 増築校舎上棟式
- 1949年（昭和24年）
  - 2月7日 増築校舎落成式
  - 2月7日 同窓会第一回総会
  - 10月11日 味噌汁給食開始
  - 11月25日 農場収穫祭
- 1950年（昭和25年）
  - 6月10日 校歌披露音楽会
  - 6月15日 学校田んぼの田植え
  - 10月23日 校地拡張（1,112坪増）
- 1951年（昭和26年）
  - 2月7日 第2代 矢島則敏学校長着任
  - 2月16日 全校生徒にDDT散布
  - 10月12日 鉄棒完成
  - 12月12日 体育館上棟式
- 1952年（昭和27年）
  - 3月13日 体育館竣工
  - 5月19日 講和条約発効記念音楽会
- 1953年（昭和28年）
  - 3月15日 特別教室棟（西校舎）竣工
  - 7月13日 水道施設工事完了
  - 10月6日 校庭排水工事
- 1954年（昭和29年）
  - 9月8日 市内中学校陸上競技大会で優勝
  - 11月12日 校歌、校旗、女子制服制定記念式
- 1955年（昭和30年）2月28日 生徒会誌「かまだ」創刊号発行
- 1996年（平成8年）10月19日開校50周年記念式典が行われる。
- 1997年（平成9年）10月19日全日本吹奏楽コンクールで銀賞を受賞
- 1998年（平成10年）
  - 1月16日大雪のため臨時休校（市内積雪観測史上最高69cm）
  - 2月7日 - 15日、19日 - 21日 長野冬季オリンピックのため休校
  - 10月19日市中間教室設置（E棟二階）
- 1999年（平成11年）
  - 3月1日 耐震強度に関わる校舎改修工事開始
  - 8月30日 大規模改修工事第一期工事完了
- 2000年（平成12年）
  - 3月14日 大規模改修工事第二期工事完了
  - 7月5日 プレハブ仮設校舎での生活開始
- 2001年（平成13年）
  - 3月31日 大規模改修工事第三期工事完了 引渡し
  - 10月8日中部日本吹奏楽コンクール 優勝
  - 10月27日日本管楽合奏コンテスト 最優秀賞受賞
  - 1月25日体育館大規模耐震補強工事施工
  - 9月28日全日本吹奏楽コンクール 金賞受賞
  - 10月13日中部日本吹奏楽コンクール 優勝 文部科学大臣奨励賞
  - 11月1日 校舎周り整備完了
  - 11月4日日本管楽合奏コンテスト 最優秀グランプリ受賞
- 2003年（平成15年）
  - 3月31日 新プール完成
  - 7月14日 大規模改修工事事業竣工記念式典
  - 11月1日全日本吹奏楽コンクール 銀賞受賞
  - 11月2日日本管楽合奏コンテスト 最優秀グランプリ受賞
  - 8月10日国土交通省より道路美化清掃についての感謝状授与
  - 11月6日日本管楽合奏コンテスト 最優秀グランプリ受賞
- 2005年（平成17年）
  - 10月2日全日本吹奏楽コンクール 銀賞受賞
  - 10月9日中部日本吹奏楽コンクール 優勝
  - 11月5日日本管楽合奏コンテスト 最優秀グランプリ受賞
- 2006年（平成18年）
  - 4月5日 第60回入学式
  - 4月 開校60周年を迎える
  - 9月29日 開校60周年記念式典が行われる。
- 2013年（平成25年）
  - しらかば祭50回を迎える
  - 吹奏楽部が東海大会で金賞受賞(全国には行けず)
  - サッカー部が県大会優勝

## 目標

### 学校教育目標
自主自律
（知）・・・自ら考え、判断し、行動する生徒
（徳）・・・人の心の痛みが分かる生徒
（体）・・・粘り強く、たくましい生徒

## 生徒数
|       | 学級数 | 生徒数 |
| ----- | ------ | ------ |
| 1学年 | 5      | 164    |
| 2学年 | 5      | 159    |
| 3学年 | 5      | 157    |
| 合計  | 15     | 480    |

## 所在地
- 〒390-0837 長野県松本市鎌田2丁目3番56号